# Klukwan
Klukwan és una concentració de població designada pel cens dels Estats Units a l'estat d'Alaska. Segons el cens del 2000 tenia 139 habitants.

## Demografia
Segons el cens del 2000, Klukwan tenia 139 habitants, 44 habitatges, i 31 famílies La densitat de població era de 43,3 habitants/km².
Dels 44 habitatges en un 54,5% hi vivien nens de menys de 18 anys, en un 45,5% hi vivien parelles casades, en un 15,9% dones solteres, i en un 27,3% no eren unitats familiars. En el 25% dels habitatges hi vivien persones soles el 6,8% de les quals corresponia a persones de 65 anys o més que vivien soles. El nombre mitjà de persones vivint en cada habitatge era de 3,16 i el nombre mitjà de persones que vivien en cada família era de 3,75.
Per edats la població es repartia de la següent manera: un 33,1% tenia menys de 18 anys, un 13,7% entre 18 i 24, un 23,7% entre 25 i 44, un 23% de 45 a 60 i un 6,5% 65 anys o més.
L'edat mediana era de 27 anys. Per cada 100 dones hi havia 104,4 homes. Per cada 100 dones de 18 o més anys hi havia 121,4 homes.
La renda mediana per habitatge era de 30.714 $ i la renda mediana per família de 31.563 $. Els homes tenien una renda mediana de 26.250 $ mentre que les dones 26.250 $. La renda per capita de la població era d'11.612 $. Cap de les famílies i l'1,5% de la població estaven per davall del llindar de pobresa.

## Poblacions més properes
El següent diagrama mostra les poblacions més properes.